# Любовні пригоди Молль Флендерс
Любовні пригоди Молль Флендерс (англ. The Amorous Adventures of Moll Flanders) — британський історичний комедійний фільм 1965 року режисера Теренса Янга з Кім Новак, Річардом Джонсоном та Анжелою Ленсбері . Фільм заснований на романі «Молль Флендерс» Даніеля Дефо 1722 року.

## Сюжет
У 18-му столітті в Англії, сирота Молль Флендерс є слугою міського голови, який має двох дорослих синів. Молль вдається спокусити їх обох: вона спокушає старшого сина, а потім залишає його, щоб одружитися з молодшим сином, який є п'янюгою через що й помирає. Молль залишається молодою вдовою.
Молль стає слугою леді Блайстон. Вона зустрічає бандита Джеммі, який приймає її за хазяйку будинку. Він починає залицятись до Молль, прикидаючись морським капітаном. Молль відкидає залицання чоловіка леді Блайстон, та втрачає роботу.
Через деякий час, Молль виходить заміж за банкіра. У весільну ніч вона тікає від нього, коли вдруге стикається з бандою Джеммі. Молль вирішає покинути місто, та почати нове кримінальне життя. Врешті, вона потрапляє до в'язниці і там знову Джеммі. Чоловік Молль знаходить її у в'язниці перед стратою, та несподівано помирає від раптового серцевого нападу. Молль залишається єдиним спадкоємцем банкіра та заможною вдовою. Молль купує «свободу» собі, друзям та Джеммі, своєму справжньому коханню. На шляху до Америки, Молль та Джеммі одружуються на кораблі.

## У ролях
- Кім Новак — Молль Флендерс
- Клер Уфланд — Молода Молль
- Річард Джонсон — Джеммі
- Анжела Ленсбері — Леді Блайстон
- Лео МакКерн — підозрілий
- Вітторіо Де Сіка — граф
- Джордж Сандерс — банкір
- Ліллі Палмер — графиня
- Пітер Баттерворт — буркотун
- Ноель Хоулетт — єпископ
- Денді Ніколс — настоятель сиротинця
- Сесіл Паркер — міський голова
- Барбара Купер — дружина міського голови
- Деніел Мессі — старший брат
- Деррен Н'юсбіт — молодший брат
- Інгрід Хафнер — старша сестра
- Джун Вотс — молодша сестра
- Ентоні Доусон — офіцер
- Джудіт Фурз — міс Глобер
- Річард Уоттіс — ювелір
- Г'ю Гріффіт — начальник в'язниці

## Виробництво

### Кастинг
Було декілько спроб зняти цю екранізацію. У 1953 році Умберто Скарпеллі оголосив, що зніме екранізацію в Італії. Повідомлялось, що у 1956 Джина Лоллобриджида теж брала участь у цієї адаптації.
У 1961 році Джон Осборн написав сценарій для Софі Лорен у головній ролі.
У серпні 1964 року було оголошено, що Кім Новак зіграє роль Молль Флендерс.
Після зйомок, Новак і Джонсон одружились у березні 1965 року.

## Прийом
Теренс Янг сказав: «Я думаю, що це хороший фільм, незважаючи на критику». Він додав, що для випуску фільму у США було зроблено «п'ятдесят дев'ять монтажних правок», які були зроблені в інтересах американської моралі.
«Любовні пригоди Молль Флендерс» був одним з 13 найпопулярніших фільмів у Великій Британії у 1965 році.